# Trasímac de Calcedó
Trasímac de Calcedó (en llatí Thrasymachus, en grec antic Θρασύμαχος; vers el 450 o 400 aC) fou un sofista grec i un dels primers que va dedicar-se a l'art de la retòrica, nascut a Calcedònia i contemporani de Gòrgies d'Atenes, segons Ciceró i Quintilià. Trasímac defensava que la justícia consistia en allò que resultava profitós per al més fort.